# Patryck Lanza
Patryck Lanza dos Reis (Mogi Mirim, 18 gennaio 2003) è un calciatore brasiliano, difensore del San Paolo.

## Carriera

### Club
Patryck è cresciuto nel settore giovanile del San Paolo con cui ha firmato il suo primo contratto professionistico il 23 maggio 2019, all'età di 16 anni. Il 17 luglio 2022 ha debuttato in prima squadra nell'incontro di Série A contro il Fluminense.

### Nazionale
Nel dicembre del 2022 è stato incluso nella rosa brasiliana partecipante al campionato sudamericano Under-20 del 2023, tenutosi in Colombia. Il 23 febbraio si è laureato campione grazie alla vittoria per 2-0 sull'Uruguay.

## Statistiche

### Presenze e reti nei club
Statistiche aggiornate al 23 febbraio 2025.
| Stagione        | Squadra         | Campionato      | Campionato | Campionato | Coppe nazionali | Coppe nazionali | Coppe nazionali | Coppe continentali | Coppe continentali | Coppe continentali | Altre coppe | Altre coppe | Altre coppe | Totale | Totale | Totale |
| Stagione        | Squadra         | Comp            | Pres       | Reti       | Comp            | Pres            | Reti            | Comp               | Pres               | Reti               | Comp        | Pres        | Reti        | Pres   | Reti   |        |
| --------------- | --------------- | --------------- | ---------- | ---------- | --------------- | --------------- | --------------- | ------------------ | ------------------ | ------------------ | ----------- | ----------- | ----------- | ------ | ------ | ------ |
| 2022            | San Paolo       | A1/SP+A         | 0+1        | 0          | CB              | 0               | 0               | CS                 | 0                  | 0                  | -           | -           | -           | 1      | 0      |        |
| 2023            | San Paolo       | A1/SP+A         | 2+6        | 0          | CB              | 2               | 0               | CS                 | 2                  | 0                  | -           | -           | -           | 12     | 0      |        |
| 2024            | San Paolo       | A1/SP+A         | 2+12       | 0          | CB              | 2               | 0               | CL                 | 2                  | 0                  | SB          | 0           | 0           | 18     | 0      |        |
| 2025            | San Paolo       | A1/SP+A         | 4+0        | 0          | CB              | 0               | 0               | CL                 | 0                  | 0                  | -           | -           | -           | 4      | 0      |        |
| Totale carriera | Totale carriera | Totale carriera | 27         | 0          |                 | 4               | 0               |                    | 4                  | 0                  |             | 0           | 0           | 35     | 0      |        |

## Palmarès

### Club
- Coppa del Brasile: 1

São Paulo: 2023
- Supercoppa del Brasile: 1

São Paulo: 2024

### Nazionale
- Campionato mondiale Under-17: 1

Brasile 2019
- Campionato sudamericano Under-20: 1

Colombia 2023